# Another Place to Fall
"Another Place to Fall" é uma canção de rock alternativo interpretada por KT Tunstall. A canção foi escrita por Tunstall e produzida por Steve Osborne para o primeiro álbum de estúdio da cantora escocesa, Eye to the Telescope. A canção foi lançada como quinto e último single do álbum no dia 13 de Março de 2006. A canção atingiu a posição cinquenta e dois no UK Singles Chart, permanecendo na tabela durante duas semanas.